# Tornando a casa (film 2001)
Tornando a casa è un film del 2001 diretto da Vincenzo Marra. 
L'attore protagonista è Salvatore Iaccarino.
Il film ha vinto il premio come miglior film alla Settimana internazionale della critica del Festival di Venezia di quell'anno.